# Hữu Lộc
Hữu Lộc (10 tháng 6 năm 1973 - 17 tháng 5 năm 2010) tên đầy đủ là Nguyễn Hữu Lộc, là một nghệ sĩ hài kịch người Việt Nam.

## Sự nghiệp
Hữu Lộc sinh ra trong một gia đình có nhiều người làm nghệ thuật như cố nghệ sĩ Hữu Thìn (cha ruột), nghệ sĩ ưu tú Hữu Châu (anh ruột), bà bầu Thơ (bà nội), nghệ sĩ ưu tú Bảo Quốc (chú ruột), nghệ sĩ ưu tú Thanh Nga (cô ruột).
Anh tốt nghiệp khoa kịch nói, trường Đại học Sân khấu Điện ảnh khóa 14 (1989-1992). Năm 2005, anh thành lập Công ty Nụ Cười Mới.
Khán giả luôn nhớ đến anh qua các vở diễn: Ông bà vú, Ra giêng anh cưới em, Người nhà quê, May mắn thành sao, Cưới liều, Bụi đời teen, Thần bài (Gala cười 2005)...
Năm 2007, Hữu Lộc được các phóng viên bầu chọn là một trong 3 nghệ sĩ đoạt giải Cù Nèo Vàng.
Ngoài vai trò là diễn viên hài, khán giả còn biết đến Hữu Lộc với vai trò của một nhà tổ chức, anh từng giữ chức giám đốc sân khấu kịch Nụ Cười Mới tại TPHCM.
Được yêu thích trong vai trò diễn viên với nhiều tiểu phẩm hài thú vị, bên cạnh đó Hữu Lộc cũng là người khởi xướng và tổ chức nhiều chương trình hài kịch lớn cho danh hài Hoài Linh và Chí Tài.

## Các vở hài
- Gái
- Thần bài
- Cơn lốc điện thoại
- Chuyện công viên
- Nhất nghệ tinh
- Ra giêng anh cưới em
- Đạo diễn kỳ tài
- Bạch Tuyết và bảy chú lùn
- Cướp biển vùng Cà Ri Bê
- Quái xế
- Dâu đất khách
- Ông địa
- Mộng ca sĩ
- Cẩm Ly ai đồn
- Thiện ác vô song
- Hoang tưởng
- Tình Cha
- Anh Em Sinh Đôi
- Chàng Và Nàng
- Thưa Đi! Tui Hầu
- Ông Tư Cổ Cò
- Ba Giai Tú Xuất
- Paris by Night 89: Giọt lệ đài trang

## Phim đã tham gia
- Cổ tích Việt Nam: Sự tích Dã Tràng
- Khi đàn ông có bầu (2005) vai Công nhân vệ sinh
- Trọn đời bên em 7 (2006)
- Võ lâm truyền kỳ (2007) vai Thủ lĩnh quân đội đỏ
- Cỗ máy thời gian: vai Thầy giáo dạy múa
- Âm tính (2010)

## Chương trình truyền hình
- Gala cười 2003: Cơn lốc điện thoại
- Gặp nhau cuối tuần: Chàng và nàng
- Gala cười 2004: Nụ hôn Biệt Ly
- Gala cười 2005: Thần Bài Ma Cao
- Gặp nhau cuối tuần: Chuyện công viên

## Qua đời
Ngày 12 tháng 5 năm 2010, Hữu Lộc chở hai con nhỏ đi ăn chè ở quận Nhất, Thành phố Hồ Chí Minh thì bị một chiếc xe gắn máy chở kẹp ba vượt đèn đỏ tông vào. Hữu Lộc vì vướng người ôm đỡ con mà bị ngã, anh được đưa đi cấp cứu ở Bệnh viện Chợ Rẫy vì bị chấn thương sọ não. Lúc 4 giờ sáng 17 tháng 5 năm 2010, sau gần 5 ngày đối đầu với căn bệnh, anh qua đời đột ngột, hưởng dương 36 tuổi. Tang lễ của anh được tổ chức tại nhà riêng, rất nhiều nghệ sĩ đến dự đám tang. Lễ viếng vào lúc 14 giờ ngày 17 tháng 5 năm 2010. Lễ truy điệu vào lúc 6 giờ ngày 20 tháng 5 năm 2010, sau đó thể theo di nguyện của anh và ý nguyện của gia đình, anh hiện đã được an táng tại khu nghĩa trang Đa Phước, Thành phố Hồ Chí Minh.